# International Standard Music Number
El International Standard Music Number (ISMN) es el número internacional que identifica unívocamente las publicaciones de música escrita, ya sea para su venta, alquiler, difusión gratuita o a efectos de derechos de autor.
Sirve para racionalizar la elaboración y el tratamiento de las publicaciones de música escrita y sus respectivos datos bibliográficos, para las editoriales, el comercio de música y las bibliotecas.
La norma 10957:2009 define las reglas básicas del sistema ISMN.

## Antecedentes
Cuando el ISBN demostró ser una herramienta de racionalización de gran utilidad para el comercio del libro, los editores de música se mostraron partidarios también de un número normalizado similar para la música impresa. Un factor de retraso en la discusión fue la controversia de si un número de identificación simple podría ser suficiente o se necesitaría un código bibliográfico que representase también, por ejemplo, el enlace entre la partitura y las partes individuales. Cuando la International Association of Music Libraries, Archives and Documentation Centres (IAML) —rama del Reino Unido— presentó a la Agencia International del ISBN una propuesta de un número de diez dígitos sin códigos bibliográficos, este sistema fue publicado en la ISBN Review e inmediatamente recibió una amplia aceptación. La ISO TC 46/SC 9 aceptó oficialmente la propuesta como proyecto de trabajo y un acuerdo entre editores y especialistas fue alcanzado en una reunión de expertos europeos y norteamericanos celebrada en Ottawa, después de discusiones a fondo. El borrador de ISMN fue examinado por grupos de trabajo de ISO en un tiempo récord y estuvo oficialmente disponible hacia finales de 1993, cuando se hizo público este estándar en Ginebra. En principio, el ISMN puede ser considerado como una rama del ISBN. 
Hasta el 1 de enero de 2008, un ISMN constaba de la letra M seguida por nueve dígitos: M-2306-7118-7
El ISMN aumentó su tamaño pasando de 10 a 13 dígitos. Es idéntico al EAN-13, número que actualmente corresponde al código de barras. De este modo se añade el prefijo EAN 979 y la “M” es sustituida por el “0”.
La norma del ISMN se revisó con el propósito de que fuese compatible con el ISBN de 13 dígitos, y con los sistemas de identificación más utilizados como el EAN. Esta no solo supone un aumento del número de dígitos sino que brinda la posibilidad de realizar definiciones más precisas en la identificación de las publicaciones electrónicas.
También da la posibilidad de especificar los metadatos (información descriptiva) asociados a los ISMN asignados.
'Armonización con el ISBN-13'
La normativa que regula el ISBN (Número Internacional Normalizado del Libro) establece como prefijo el 978, añadiendo que una vez agotado se introducirá el 979. El ISMN tendrá asignado por tanto el primer número de los 10 restantes, es decir el 979-0, dejando el resto al ISBN.

## Cómo se constituye el ISMN
El código numérico consta de 13 dígitos estructurados en 5 elementos, algunos de los cuales son de longitud variable. Irá siempre precedido por las siglas ISMN
Por ejemplo: 979-0-2306-7118-7
979-0: compuesto por el prefijo EAN 979 y el 0 (cero), dígito que identifica las publicaciones con ISMN, distinguiéndolas de otros números normalizados, como por ejemplo el ISBN.
2306: prefijo editorial que identifica al editor y es de longitud variable. A los editores con una gran producción se les asigna números más cortos que a los que publican menos, los cuales tendrán números de mayor extensión. La cantidad de dígitos guarda relación con el siguiente elemento.
7118: identifica los ítems o publicaciones de una obra disponibles por separado. Este número es asignado por la editorial.
7: dígito de validación que verifica que el número es correcto, siendo calculado matemáticamente.

## Alcance del ISMN
El Número Internacional Normalizado para Música es un instrumento útil en todos los ámbitos relacionados con las publicaciones con notación musical: elaboración, distribución, venta y préstamo. Por tanto, editores de música, comercio musical y bibliotecas son los principales beneficiarios de los efectos de racionalización del sistema ISMN. 
Llevarán ISMN:
- Partituras
- Partituras de estudio
- Partituras vocales
- Conjuntos de partes
- Partes individuales disponibles por separado.
- Hojas sueltas de música pop
- Antologías
- Otros medios que sean un componente integrante de una publicación musical (por ejemplo, una grabación en cinta que es una de las “partes” de una composición)
- Textos de canciones o libretos publicados con la música impresa (si están disponibles por separado)
- Comentarios publicados con la música impresa (también disponibles por separado)
- Cancioneros (opcional)
- Publicaciones musicales en microformas
- Publicaciones musicales en Braille
- Publicaciones electrónicas con música notada
- Métodos y otros materiales pedagógicos con música notada

No tendrán asignado ISMN:
- Obras literarias sobre música, a las que se asignará un ISBN
- Grabaciones sonoras y videográficas, a las que se aplicaría el ISRC o el ISAN respectivamente.
- Publicaciones periódicas y series, tomadas como un conjunto que llevarán un ISSN. No hay que confundirlo con una obra en varios volúmenes.

## Cómo obtener un ISMN
El editor solicita a la Agencia un prefijo editorial que le identifique y le de la posibilidad de asignar un número a sus publicaciones. Una vez cumplimentada su solicitud será la Agencia Nacional la que le de un número, que vendrá determinado en función de su producción editorial.
La Agencia le facilitará un listado con números que distribuirá el editor a sus publicaciones. Este cumplimentará un formulario por cada una de ellas que deberá ser validado por la Agencia Nacional.
En el caso de autores editores o instituciones que editen puntualmente será la Agencia la que asigne un número a cada publicación.

## Aplicación del ISMN
Deberá ser asignado un ISMN propio a cada edición diferente de una obra. También en los siguientes casos:
- Un cambio del contenido musical o literario de una obra necesita un nuevo ISMN.
- Cuando un texto literario que forma parte integrante de una obra musical es alterado respecto a la edición publicada con anterioridad.
- Cuando una traducción de un texto literario es añadida, eliminada o alterada, debe asignarse un nuevo ISMN, aunque el texto o la música no hayan sufrido ninguna otra modificación.
- Cuando el tamaño físico es modificado sustancialmente con el fin de producir una nueva edición de partitura de orquesta, estudio o de bolsillo.
- Para encuadernaciones diferentes de una misma obra se asignan números diferentes.

Una impresión o reimpresión no modificada del mismo ítem en el mismo formato y por el mismo editor, no debe tener asignado un nuevo ISMN, al igual que los cambios de precios no dan lugar a la asignación de un nuevo número. En estos casos las modificaciones deberán de informarse a la Agencia.
Publicaciones en varios tomos:
Deberá ser asignado un ISMN tanto al conjunto de los tomos, así como a cada tomo individual del conjunto.
 Fondo editorial:
Se recomienda a los editores que numeren las anteriores ediciones y que publiquen esos ISMN en sus catálogos.
Derechos adquiridos a otros editores:
Cuando un editor, incluido un agente con derechos de venta exclusiva, ha adquirido los derechos de una obra musical a otro editor y publica dicha obra con su propio nombre, se asignará a esta publicación un nuevo ISMN por el nuevo editor. Si varios editores han adquirido los derechos,
cada uno de ellos para su propio territorio, cada uno de ellos le asignará su propio ISMN.

## Administración del sistema ISMN
La administración del sistema ISMN se realiza a tres niveles. Estos niveles son el internacional, nacional o regional, y el del editor.

### Administración internacional
La administración internacional del sistema es realizada por la International Standard Music Number Agency, que tiene un equipo asesor que representa a ISO y a las asociaciones de editores de música y de bibliotecas musicales (por ejemplo, la International Association of Music Libraries, Archives and Documentation Centres).
Las funciones principales de la agencia internacional son:
- Supervisar el uso del sistema.
- Aprobar la definición y estructura de las agencias nacionales y regionales.
- Asignar identificadores a las agencias nacionales y regionales.
- Asesorar a las agencias nacionales o regionales sobre la asignación de identificadores de editor.
- Promover el uso a nivel mundial del sistema.
- Seleccionar un equipo internacional de expertos para ayudar a la resolución de problemas.
- Promover el intercambio de información por medio de publicaciones y reuniones regionales.
- Publicar y actualizar manuales de instrucciones.
- Coordinar la aplicación del código de barras del ISMN.

Además, la agencia internacional ofrece los siguientes servicios:
- Proporcionará a la agencia nacional o regional listas de ISMN para uso de los editores.
- Proporcionará, partiendo de la información suministrada por las agencias nacionales o regionales, un directorio internacional de editores de música.
- Proporcionará, partiendo de la información facilitada por las agencias nacionales o regionales, un listado de los ISMN duplicados o no válidos.

### Administración nacional o regional
La asignación de identificadores de editor y el enlace con los editores en sistema ISMN se suele realizar por agencias nacionales o regionales.
Las funciones de una agencia nacional o regional son:
- Mantener contactos con los editores del país o región y presentar el sistema a nuevos editores.
- Gestionar las relaciones con la International ISMN Agency en nombre de todos los editores del país o región.
- Decidir, previa consulta a las organizaciones comerciales y editores, los tramos de los identificadores de editor requeridos.
- Asignar identificadores de editor a los editores admisibles para adherirse al sistema en el país o región, y mantener un registro de estos editores y de sus identificador de editor.
- Decidir, previa consulta a las organizaciones comerciales y editores, qué editores asignarán números a sus propias publicaciones y qué editores tendrán números asignados a sus publicaciones por la agencia nacional o regional.
- Proporcionar asesoramiento técnico y asistencia a los editores para garantizar que se observan las normas y procedimientos aprobados.
- Poner a disposición de los editores un manual de instrucciones en lengua vernácula.
- Poner a disposición de los editores listados de los ISMN para que numeren sus propias publicaciones con dígitos de verificación ya calculados.
- Validar todos los ISMN asignados por los editores al numerar sus propias publicaciones y mantener un registro de los mismos.
- Informar a los editores de cualquier ISMN no válido o duplicado asignado por ellos.
- Asignar números a todos los ítems de aquellos editores que no asignen sus propios ISMN y advertir a los editores afectados de los ISMN que les fueron asignados.
- Conseguir una numeración para todo el país o región.
- Concertar, con las agencias de catalogación y bibliografía musical, la publicación de los ISMN con los títulos a los que se refieren.
- Disponer con los editores la numeración de sus publicaciones anteriores y su divulgación en listas y bibliografías adecuadas.
- Ayudar al sector a utilizar el ISMN en sistemas informatizados.
- Proporcionar a la International ISMN Agency, con regularidad y sin cargo, los datos completos de los prefijos y direcciones de los editores, para su inclusión en un directorio internacional de editores de música.
- Informar a la agencia internacional, con regularidad, sobre sus propias actividades y el estado actual del sistema ISMN en el país o región.
- Contribuir financieramente al mantenimiento de la agencia internacional.

En España, la Agencia Española del ISMN está ubicada en el Centro de Documentación de Música y Danza, del INAEM.